# Blindefodbold
Blindefodbold er en variant af futsal for spillere, der er blinde eller svagtseende. Det er i øjeblikket en paralympisk sport, og International Blind Sports Association (IBSA) arrangerer også verdensmesterskaber.  Ifølge IBSA begyndte fodbold for blinde og svagsynede som et legepladsspil for skolebørn i specialskoler for synshandicappede.
Brasilien betragtes som et foregangsland inden for blindefodbold. Der er blevet spillet organiseret spil der og i resten af Sydamerika samt i England og Spanien siden 1960'erne. Det første verdensmesterskab blev afholdt i 1998, siden 2004 har det været en paralympisk disciplin. Blindefodbold er blevet dyrket og spillet i Tyskland siden sommeren 2006.  Blindfodbold er også blevet spillet i Østrig siden oktober 2009.
I 2014 startede Mälarhöjdens IK Sveriges første rigtige hold for synshandicappede. 
I oktober 2022 blev den første turnering i Sverige spillet i Västerås. 

## Teknik
Spillet fungerer gennem god hørelse (derfor kan døvblinde ikke deltage), retningssans, kropskontrol og tæt kontakt med den hørbare bold.
En speciel løbeteknik holder bolden og fødderne i kontakt, indtil den slippes.
I et straffespark i blindefodbold rammer målmanden først begge stolper, for at hjælpe straffesparkstagerens orientering til, hvor midten af målet er.

## Regler
Generelt er reglerne for blindefodbold meget lig reglerne for futsal. Der er dog nogle vigtige undtagelser:
- Alle spillere, undtagen målmanden, har bind for øjnene
- Bolden er blevet modificeret til at udsender en lyd, så de kan høre, hvor den er.
- Spillere skal råbe "her" eller noget lignende, når de jagter bolden, dette gør de andre spillere opmærksomme på deres position.
- En guide, placeret uden for spillefeltet, giver instruktioner til spillerne.